# Mont Mimuro
Le mont Mimuro (三室山, Mimuro-yama) est une montagne culminant à 1 358 m d'altitude à la limite des villages de Shisō dans la préfecture de Hyōgo et Wakasa dans la préfecture de Tottori au Japon. C'est la deuxième montagne la plus élevée de la préfecture de Hyōgo après le mont Hyōno.